# Bivacco Marzotto-Sacchi
Il bivacco Marzotto-Sacchi è un bivacco situato nel comune di Vallarsa (TN), alle Porte del Pasubio, nelle Prealpi Venete, a 1940 m s.l.m.

## Storia
Il bivacco è stato voluto dalle famiglie dei due giovani Giuseppe Marzotto e Franco Sacchi, dopo la loro prematura morte.

## Caratteristiche
Il bivacco è situato appena sopra il rifugio Achille Papa, ed è aperto nella fase di chiusura del suddetto (nella stagione invernale). Il bivacco può ospitare 7 persone su due piani, ed è comprensivo di tavolo ma non di stufa.

## Accessi
- Dal passo Pian delle Fugazze, chiesetta di san Marco, s.300, ore 2,30. Per la val del Fieno e la Galleria d'Havet e Strada degli Eroi, s.179 e 399, ore 2,20.
- Dal passo Pian delle Fugazze per le creste. S.179 e 398, ore 3.05.
- Dalla Bocchetta Campiglia per la Strada delle 52 gallerie. La strada parte dal Ponte Verde Superiore e passa per il rifugio Colle Xomo. Si prende la mulattiera s.366 dove inizia la "Strada delle 52 gallerie" (utile munirsi di torcia elettrica). In ore 3,15 al rifugio Papa.
- Dalla Bocchetta Campiglia per la strada degli Scarubbi.

## Ascensioni
- Corno di Pasubio, 2141 m.
- Soglio dell'Incudine.
- Cimon del Soglio Rosso.
- Monte Forni Alti.

## Traversate
- Rifugio Vincenzo Lancia per s.120 (1825 m s.l.m.) - 2.30 h.
- Rifugio Vincenzo Lancia per s.105 (1825 m s.l.m.) - 2.40 h.
- Passo della Borcola per s. 120,121 e 147, 3,30 h circa.